# Shantae: Half-Genie Hero
Shantae: Half-Genie Heroe ist ein Jump ’n’ Run des amerikanischen Entwicklerstudios WayForward. Es erschien im Dezember 2016 für PlayStation Vita, PlayStation 4, Wii U, Xbox One und Microsoft Windows. 2017 erschien eine Version für Nintendo Switch, 2021 für PlayStation 5. Es ist das vierte Spiel der Shantae-Reihe und Nachfolger zu Shantae and the Pirate’s Curse. 2019 erschien der Nachfolger Shantae and the Seven Sirens.

## Beschreibung
In Half-Genie Hero muss Shantae ihre Heimatstadt Scuttle Town wieder einmal vor den Attacken hinterhältiger Gegner beschützen. Risky Boots, die selbsternannte Königin der Sieben Weltmeere, versucht eine Maschine von Shantaes Ziehonkel in ihre Hände zu bekommen. Dieser hatte die Dynamo genannte Maschine als Energielieferant und Verteidigungswaffe für Scuttle Town entworfen, sie kann in den falschen Händen aber auch riesige Zerstörung anrichten. Nachdem es ihr gelingt, die Attacke auf Scuttle Town abzuwehren, muss Shantae die fehlenden Bauteile zur Fertigstellung der Maschine finden. Ausgehend von Scuttle Town bereist sie unterschiedliche Regionen, um zahlreiche Kleinstaufträge zu erledigen und neue Fähigkeiten zu erlernen.
Das Spielgeschehen wird aus einer seitlich scrollenden Perspektive präsentiert. Shantae läuft und springt durch unterschiedlich gestaltete Level, wobei sie Hindernisse und Abgründe überwinden muss. Verschiedene Gegner kann sie mit Hilfe ihres Haarschopfes, den sie wie eine Peitsche schwingen kann, bekämpfen. Das Spiel baut dabei wie auch die Vorgänger auf das Metroidvania-Prinzip auf. Shantae kann sich in unterschiedliche Kreaturen verwandeln, wobei sie im Verlauf des Spiels neue Verwandlungen dazulernt. Mit Hilfe dieser neu erlangten Fähigkeiten kann sie dann auch in bereits absolvierten Leveln Gebiete erreichen, die ihr zuvor versperrt waren. Dieses erneute Erkunden früherer Gebiete und Aufspüren bislang verborgener Geheimnisse ist ebenfalls Teil des Spielprinzips.

## Entwicklung
2013 startete WayForward für die Finanzierung eines neuen Shantae-Spiels über den Anbieter Kickstarter eine Crowdfunding-Kampagne, die im Oktober 2013 mit mehr als 800.000 US-Dollar erfolgreich beendet wurde. Bis zum August 2014 stieg diese Summe noch auf über 900.000 Dollar an.
Als ursprünglicher Veröffentlichungszeitraum war der Herbst 2014 angegeben. Auf der Penny Arcade Expo 2015 wurde dann das Weihnachtsgeschäft 2015 angegeben. Im Dezember 2016 kam das Spiel schließlich als digitaler Download auf den Markt. In Zusammenarbeit mit Xseed Games kamen auch physische Versionen für PlayStation 4, PlayStation Vita und Wii U auf den Markt, 2018 durch Xseed und PQube auch als Ultimate Day One Edition und Ultimate Edition für die Switch.
Shantaes Traum/Vision im Prolog sollte ursprünglich einen Bosskampf beinhalten, der jedoch verworfen wurde. Ursprünglich war ein Ort namens „Freshwater Town“ geplant, der als Prolog für das Kapitel „Mermaid Falls“ dienen sollte. Shantae erschreckt versehentlich die Meermenschen, was sie dazu veranlasst, deren Situation zu untersuchen. Im finalen Spiel gibt es diesen Ort nicht mehr. In einem der geplanten Bonuskapitel kehrt Nega-Shantae von den Toten zurück. Leider wurde die Finanzierung nicht rechtzeitig abgeschlossen, und obwohl sie tatsächlich auftritt, ist sie nur für eine einzige Zwischensequenz in der Hauptgeschichte verfügbar. WayForward machte sie stattdessen zur Hauptantagonistin der Kampagne „Friends to the End“. Weitere nicht finanzierte Inhalte umfassten vollständige Sprachausgabe, animierte Zwischensequenzen und ein Kapitel, in dem Risky angeblich wieder zu sich kommt. Die Inhaltsangabe deutet darauf hin, dass es sich um eine erweiterte Version des Endspiels mit dem Endgegner handelte.

## Rezeption
Das Spiel erhielt überwiegend positive Kritiken.

„Launiges, abwechslungsreiches Hüpfabenteuer mit sympathischer Heldin – nicht ganz so gut wie der Vorgänger.“

“Despite all my nitpicks, I enjoyed my time with Shantae: 1/2 Genie Hero. There’s no denying it’s one of the most beautiful 2D games I’ve ever seen, and it might have taken the title easily if Owlboy hadn’t come out just a couple of months ago. […] There’s a lot to like here, and I hope WayForward gets to keep making Shantae games. As long as they do, I’ll keep playing them.”

„Trotz all meiner Nörgeleien habe ich meine Zeit mit Shantae: 1/2 Genie Hero genossen. Ich kann nicht leugnen, dass es eines der schönsten 2D-Spiele ist, die ich je gesehen habe, und es hätte möglicherweise den Spitzenplatz erklommen, wenn nicht gerade vor ein paar Monaten Owlboy herausgekommen wäre. […] Es gibt vieles an dem Spiel, was man mögen kann, und ich hoffe, dass WayForward weiterhin Shantae-Spiele entwickelt. Solange sie das tun, werde ich sie spielen.“

Die in Zusammenarbeit mit Xseed Games veröffentlichte physische Ultimate Day One Edition für Switch war eine Woche nach Veröffentlichung bereits ausverkauft. Für Xseed handelte es sich um den bis dato schnellsten Ausverkauf einer limitierten Sonderausgabe.